# Right now (LOVE PSYCHEDELICOの曲)
「Right now」（ライト ナウ）は、日本の音楽グループLOVE PSYCHEDELICOの10枚目のシングルである。2005年6月16日発売。発売元はビクターエンタテインメント。

## 概要
- PV監督は「Right now」はセキ★リュウジ。「Everyone, everyone」は原田大三郎。

## 収録曲
| 全作詞・作曲・編曲: LOVE PSYCHEDELICO。 |                        |                   |                   |      |
| #                                       | タイトル               | 作詞              | 作曲・編曲        | 時間 |
| 1.                                      | 「Right now」          | LOVE PSYCHEDELICO | LOVE PSYCHEDELICO | 4:29 |
| 2.                                      | 「Brown-eyed Joe」     | LOVE PSYCHEDELICO | LOVE PSYCHEDELICO | 4:10 |
| 3.                                      | 「Everyone, everyone」 | LOVE PSYCHEDELICO | LOVE PSYCHEDELICO | 4:22 |

## 収録アルバム

### Everyone, everyone
- オリジナル『Early Times』（2007年6月27日）
- オリジナル『GOLDEN GRAPEFRUIT』（2007年6月27日）

## タイアップ
- Right now：NTT DoCoMo「FOMA P901iS」「リズム・シンクロ」篇CMソング
- Brown-eyed Joe：グリコ「ウォータリングキスミントガム」CMソング
- Everyone, everyone：愛・地球博公式FM「FM LOVEARTH」イメージソング